# Smriti Irani

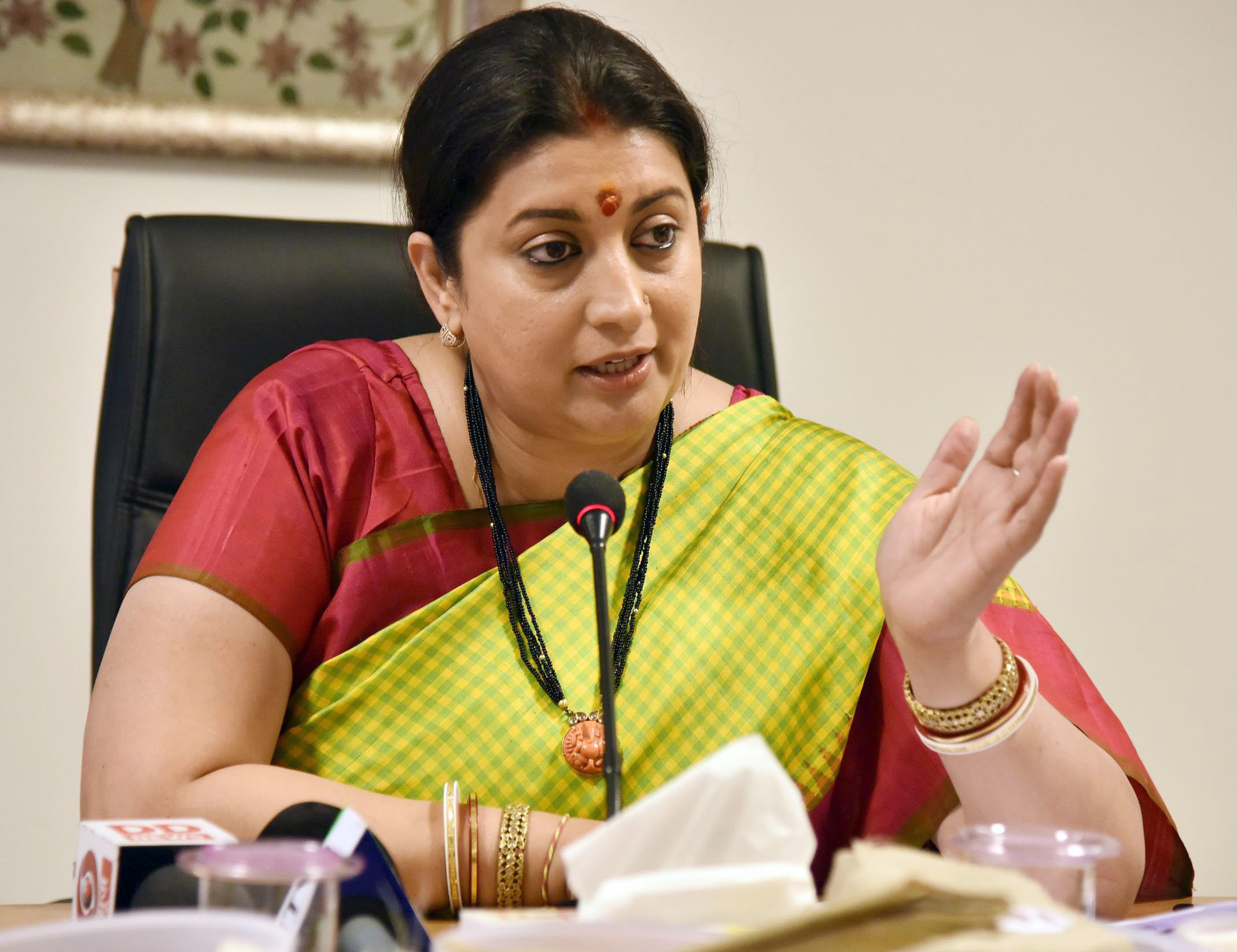
Smriti Irani (2018)

Smriti Irani (Hindi स्मृति ईरानी; * 23. März 1976 in Delhi) (geb. Smriti Malhotra) ist ein indisches ehemaliges Model, Schauspielerin und Politikerin. Sie ist seit 2014 Ministerin in der Regierung Modi. Zunächst bekleidete sie das Amt der Ministerin für die Entwicklung von Humanressourcen, seit 2016 ist sie Textilministerin.

## Leben
Irani ist im Großraum Delhi geboren und aufgewachsen. Ihre Mutter stammt aus Westbengalen und ihr Vater aus dem Punjab. Sie ist die älteste von drei weiteren Schwestern und absolvierte die römisch-katholische „Holy Child Auxilium School“ der Don-Bosco-Schwestern in Neu-Delhi bis zur Klasse 13. Danach studierte sie an der Universität von Delhi. Ihr erreichter akademischer Grad, den Irani selbst mit Bachelor angibt, ist Gegenstand eidesstattlicher Versicherungen und schwebender gerichtlicher Verfahren.

### Schauspielerin und Model
1998 erreichte Irani die Endrunde der Miss-India-Wahlen und platzierte sich unter den besten zehn zusammen mit Gauri Pradhan Tejwani. Im selben Jahr betätigte sie sich auch als Sängerin mit Mika Singh. Ein Jahr später startete ihre TV-Karriere.

### Politische Laufbahn und Standpunkte
Seit ihrer Kindheit ist sie Mitglied in der hindu-nationalistischen Freiwilligenorganisation RSS. Im Jahre 2003 wurde sie Mitglied der Bharatiya Janata Party (BJP), 2010 Vorsitzende der BJP-Frauenorganisation und 2011 Vizepräsident der BJP. Sie ist der Meinung, dass Vergewaltiger von Frauen mit dem Tode bestraft werden sollen. Im August 2011 wurde sie als Vertreterin des Bundesstaats Gujarat in die Rajya Sabha gewählt. 2014 holte sie Modi in sein Kabinett, zunächst als Ministerin für die Entwicklung von Humanressourcen (Bildungsministerium). Bei der Regierungsumbildung 2016 wechselte sie ins Ministerium für Textilwirtschaft, was in der Presse als ein gewisser Abstieg in der Kabinettshierarchie gesehen wurde.
Irani ist seit 2001 mit Zubin Irani, einem Parsen und Freund aus ihrer Jugend, verheiratet. Das Paar hat einen Sohn und eine Tochter.